# Tysnes
Gmina Tysnes (norw. Tysnes kommune) – norweska gmina leżąca w regionie Hordaland. Jej siedzibą jest miasto Uggdal.
Tysnes jest 298. norweską gminą pod względem powierzchni.

## Demografia
Według danych z roku 2005 gminę zamieszkuje 2825 osób. Gęstość zaludnienia wynosi 11,06 os./km². Pod względem zaludnienia Tysnes zajmuje 284. miejsce wśród norweskich gmin.
| ludność stan na 1 stycznia 2005 |         |           |       |
|                                 | kobiety | mężczyźni | razem |
| osób                            | 1402    | 1423      | 2825  |
| %                               | 49,63%  | 50,37%    | 100%  |

| wykształcenie stan na 1 października 2004 |        |         |        |        |
|                                           | podst. | średnie | wyższe | niezn. |
| osób                                      | 503    | 1370    | 347    | 40     |
| %                                         | 22,26% | 60,62%  | 15,35% | 1,77%  |

## Edukacja
Według danych z 1 października 2004:
- liczba szkół podstawowych (norw. grunnskolar): 5
- liczba uczniów szkół podst.: 390

## Władze gminy
Według danych na rok 2011 administratorem gminy (norw. rådmann) jest Roy-Sverre Amundsen, natomiast burmistrzem (norw. ordfører, d. borgermester) jest Helge Hauge.